# Uxue Barkos
Miren Uxue Barkos Berruezo (ur. 5 lipca 1964 w Pampelunie) – hiszpańska polityk, dziennikarka i samorządowiec, parlamentarzystka, od 2015 do 2019 prezydent Nawarry.

## Życiorys
Absolwentka informatyki na Uniwersytecie Nawarry (1988). Od 1984 pracowała jako dziennikarka w Radio Nacional de España i Televisión Española, następnie w gazecie „Navarra Hoy”, a od 1990 w baskijskiej telewizji EITB.
Zaangażowała się w działalność polityczną w ramach działającej w prowincji Nawarra nacjonalistycznej baskijskiej koalicji Nafarroa Bai. Z jej ramienia w 2004 i 2008 uzyskiwała mandat posłanki do Kongresu Deputowanych. W 2011 z powodzeniem ubiegała się o reelekcję do niższej izby Kortezów Generalnych jako liderka nowej koalicji pod nazwą Geroa Bai. W latach 2007–2015 była także członkinią zgromadzenia miejskiego Pampeluny.
W wyborach w 2015 wybrana do parlamentu Nawary, następnie powołana na prezydenta tej wspólnoty. Poza przedstawicielami Geroa Bai poparli ją posłowie nacjonalistów z EH Bildu, socjalistów z Podemos i komunistów ze Zjednoczonej Lewicy. Funkcję tę pełniła do 2019, pozostając deputowaną na kolejną kadencję. Mandat poselski utrzymała także w wyborach w 2023.
W 2023 powołana przez regionalny parlament w skład Senatu.